# スー☆
スー☆は、日本のYouTuber、e-sportsプレイヤー。血液型はA型。neeer所属。『パズル&ドラゴンズ』のプロプレイヤーである。

## 経歴
4歳のときからゲームが大好きで、それからは定番のゲームや、友達が誰もやっていないようなマイナーゲームをやっていた。中学生の頃にスマホゲームが流行りだしてからは、『パズル&ドラゴンズ』に没頭した。
2018年、「パズドラチャレンジカップ闘会議2018」で優勝し、パズドラのプロライセンスを獲得した。

## 人物
パズドラのプレイ時にはタッチペンを用いている。
趣味は料理。美味しいものを食べるのが好きで、料理もそれと同じくらい好きだという。好きな料理はパスタ。
好きな色は紫。
初めて遊んだゲームはゲームボーイの「ポケモン」。以降は『ドラゴンクエストシリーズ』や『モンスターハンターシリーズ』などをプレイしていた。現在は動画の撮影内・外でパズドラを初めとしたゲームをプレイしている。
過去にはまったゲームはPlayStationの『もんすたあ★レース』。小学生の頃に中古の物を買い、面白過ぎたため何周もしたという。
動画投稿関連で使う時間以外では、アニメを視聴したり漫画を読んだりして過ごしている。

## 大会戦績
- パズドラチャレンジカップ闘会議2018：優勝[2]
- パズドラチャンピオンズカップ TOKYO GAME SHOW 2018：第3位[2]
- パズドラチャンピオンズカップ闘会議2019：第4位[2]
- パズドラチャンピオンズカップ2019：第3位[2]
- パズドラチャンピオンズカップ TOKYO GAME SHOW 2019：準優勝[2]